# Ізвор (Видинська область)
Ізво́р (болг. Извор) — село у Видинській області Болгарії. Входить до складу общини Димово.

## Населення
За даними перепису населення 2011 року у селі проживали 266 осіб.
Національний склад населення села:
| Національність   | Кількість осіб | Відсоток |
| ---------------- | -------------- | -------- |
| болгари          | 180            | 86,1%    |
| цигани           | 26             | 12,4%    |
| турки            | 0              | 0%       |
| інша             | 0              | 0%       |
| не визначились   | 3              | 1,4%     |
| Всього відповіли | 209            |          |

Розподіл населення за віком у 2011 році:
Динаміка населення: